# جرانتا
جرانتا مجلة وناشر أدبي في المملكة المتحدة تتركز مهمته على "إيمانها بقوة القصة وإلحاحها.  تأسست في عام 1889، من قبل طلاب في جامعة كامبريدج.